# جاكي باد
جاكي باد (بالفرنسية: Jacky Bade)‏ هو لاعب كرة قدم فرنسي، ولد في 2 نوفمبر 1945 في كابستر-بيل-أو في فرنسا. لعب مع نادي ألبي.

## وصلات خارجية
- جاكي باد على موقع قاعدة بيانات كرة القدم.إي يو (الإنجليزية)
- جاكي باد على موقع عالم كرة القدم.نت (الإنجليزية)